# Saint-Symphorien-des-Monts
Saint-Symphorien-des-Monts település Franciaországban, Manche megyében. Lakosainak száma 125 fő (2018. január 1.). Saint-Symphorien-des-Monts Villechien, Buais, Ferrières, Lapenty, Moulines, Notre-Dame-du-Touchet, Savigny-le-Vieux és Buais-les-Monts községekkel határos.

## Népesség
A település népessége az elmúlt években az alábbi módon változott:
| Lakosok száma | 275  | 263  | 228  | 200  | 152  | 151  | 140  | 144  | 126  | 125  |
|               | 1962 | 1968 | 1982 | 1990 | 1999 | 2008 | 2011 | 2013 | 2017 | 2018 |